# Lukmanierpasset
Lukmanierpass är ett bergspass i Schweiz. Det ligger i distriktet Blenio och kantonen Ticino, i den sydöstra delen av landet. Lukmanierpass ligger 1 916 meter över havet.
Trakten runt Lukmanierpass består i huvudsak av gräsmarker. Vägen över passet lutar maximal 10%. Den är stängd mellan december och 15 maj. Vägen når 1 972 meter över havet.